# Léonce de Lambertye
Léonce de Lambertye est un botaniste français, né à Montluçon le 14 février 1810, mort à Chaltrait (arrondissement d’Épernay) le 30 août 1877.
Il est l’auteur du Catalogue raisonné des plantes vasculaires qui croissent spontanément dans le département de la Marne (1846).

## Éléments biographiques
Issu d'une famille de la noblesse française, qui compta plusieurs grands officiers de l’ancienne cour des ducs de Lorraine, alliée à ce qu’il y a de plus prestigieux en Champagne, le comte Lambertye aurait pu, à l’exemple de ses ancêtres, aspirer aux charges qui procurent les honneurs ; il préféra l’étude des sciences naturelles et de la botanique en particulier, dont il était l’un des maîtres les plus autorisés.
On a de lui plusieurs ouvrages sur cette science, entre autres : Description des plantes vasculaires du département de la Marne, avec une carte géologique et botanique ; Coup d’œil sur la botanique et la géologie de l’arrondissement de Sainte-Menehould.
Les mémoires de la Société d'agriculture de la Marne contiennent un grand nombre de travaux et de rapports faits par lui.
Il vulgarisa autour de lui l’horticulture, la viticulture et la taille des arbres fruitiers, soit par des écrits, soit en fondant ou en encourageant de nombreuses sociétés d’horticulture, notamment celle d’Épernay, dont il était le président.